# Groß Schacksdorf-Simmersdorf
Gross Schacksdorf-Simmersdorf est une commune allemande de l'arrondissement de Spree-Neisse, Land de Brandebourg.

## Géographie
Groß Schacksdorf-Simmersdorf se situe dans la Basse-Lusace, dans la zone de peuplement traditionnelle des Sorabes.
Groß Schacksdorf est entouré de 23 étangs avec une faune riche.
La commune comprend les quartiers de Groß Schacksdorf et Simmersdorf.
|             | Forst (Lusace)               |  |
| Wiesengrund | Groß Schacksdorf-Simmersdorf |  |
|             | Neiße-Malxetal               |  |

Simmersdorf se trouve sur la Bundesstraße 115. La Bundesautobahn 15 passe sur son territoire.

## Histoire
Groß Tschacksdorf est mentionné pour la première fois en 1346. Le 18 octobre 1937, le nom devient Groß Schacksdorf.
Le 31 décembre 2001, Groß Schacksdorf et Simmersdorf fusionnent volontairement.

## Personnalités liées à la commune
- Christoph Gabriel Fabricius (1684–1757), théologien luthérien
- Heinrich Sigismund von der Heyde (1703–1765), officier prussien
- Paul Thumann (1834–1908), peintre né à Groß Schacksdorf
- Max Bär (1855–1928), historien